# Vladimir Harkonnen
Vladimir Harkonnen (10110–10193) – jedna z głównych postaci w powieści Franka Herberta Diuna.
Nosi tytuł barona i jest w prostej linii potomkiem Abulurda Harkonnena, skazanego na wygnanie za tchórzostwo na polu bitwy pod Corrinem. Gubernator (siridar) Arrakis. Jako przywódca rodu Harkonnenów jest śmiertelnym wrogiem Leto i Paula Atrydów.
W powieści, jak również w filmie Diuna, przedstawiany jest jako osoba upajająca się okrucieństwem. Jest ojcem lady Jessiki. Ze względu na niepohamowaną konsumpcję jego organizm nie pozwalał mu na poruszanie się bez specjalnych urządzeń podtrzymujących ciało. Zginął w wyniku ataku Atrydów i Fremenów pod wodzą Paula Atrydy. Śmierć zadała mu jego wnuczka Alia za pomocą zatrutej igły – gom dżabbaru.

Kiedy wynurzył się z cieni, jego postać, wypasiona i tłusta, ukazała się w całej okazałości. Nieznaczne wypukłości pod fałdami ciemnej szaty zdradzały, że cały ten tłuszcz dźwigają głównie przenośne dryfy nałożone jak uprząż na jego ciało. W rzeczywistości ważył ze dwieście standardowych kilogramów, ale jego stopy uniosłyby z tego nie więcej niż pięćdziesiąt.

## Ekranizacje filmowe
Baron Vladimir Harkonnen pojawia się we wszystkich trzech adaptacjach powieści Diuna. W filmie Davida Lyncha z 1984 roku postać tę zagrał Kenneth McMillan, w miniserialu w reżyserii Johna Harrisona z 2000 oraz w Dzieciach Diuny wcielił się w nią Ian McNeice. Natomiast w adaptacji Villeneuve’a barona Harkonnena gra Stellan Skarsgård.